# M'hamed Aoune
M'hamed Aoune, né le 27 septembre 1927 à Aïn Bessem et mort le 10 juillet 2018 à Médéa, est un poète algérien contemporain de langue française.

## Biographie
M'hamed Aoune (ou M'Hamed Aoune), naît à Aïn Bessem où son grand-père, fils de paysans dépossédés par la colonisation, est appariteur. Très tôt orphelin de père, il vit à Sour El Ghozlane où, soutenu par son oncle maternel, il est scolarisé jusqu'au Certificat d'études primaires, puis à El-Harrach.
Vers 1941 il découvre la poésie dans la lecture de Shakespeare, Victor Hugo, Schiller, Baudelaire. Les massacres de Sétif et de Guelma en 1945, des paysans de Dechmia, dans les environs de Sour El Ghozlane, en 1947 achèvent de lui révéler le mensonge et l'injustice du régime colonial. Membre du P.P.A de Messali Hadj en 1945, après des études d'arabe à la Zitouna de Tunis en 1950 où il se lie d'amitié avec Mouloud Kacem, il rentre en Algérie, puis part l'année suivante avec son frère aîné pour Paris où, survivant grâce à de petits emplois, manœuvre et peintre en bâtiment, il suit en 1954 les cours de Louis Massignon et de Jacques Berque ainsi que de l'École de journalisme. Il rencontre alors Mostefa Lacheraf, natif de la même région que lui, à qui il soumet des fragments de ses écrits, et Mohamed Boudiaf.
Les premiers poèmes de M'hamed Aoune datent de 1945. Tombant par hasard sur la revue Arts et spectacles, il lui adresse « La poéticité des jours ». À partir de 1954 son écriture est fortement imprégnée de l'action nationaliste, de « lyrisme combatif » : il se fait « un chantre de la célébration des noces lumineuses de l'homme avec la nature, la dignité et l'histoire » écrit Arezki Metref. Avec Abdelhamid Benhedouga, Mahieddine Bachtarzi et Malek Houari, il anime à la RTF une émission ouverte sur la culture algérienne et forme en 1955 la troupe théâtrale du FLN avec une de ses pièces qui ne sera pas montée, Face à face ou le chant des âges. Au Quartier latin, il rencontre un étudiant libanais avec qui il traduit ses poèmes qui seront publiés en 1959 dans une revue libanaise sous le pseudonyme de M'hamed l'Algérien. Plusieurs d'entre eux figurent dans la revue Affrontement en 1957 et dans Le Courrier de l'Association méditerranéenne en 1960. Au Théâtre des Nations M'Hamed Aoune fait la connaissance du scénographe Abdelkader Farrah. Il effectue ensuite des voyages en Allemagne, à Stuttgart, Bonn et Hambourg où il retrouve Mouloud Kacem, et en Angleterre.
Par un autodafé « obligé par l'inquisition policière » M'Hamed Aoune détruit en 1961 la quasi-totalité de ses poèmes, dont ne survivront qu'un petit nombre, réunis plus tard sous le titre Houles de liberté, cette première période de son œuvre se caractérisant par la subordination de l'écriture au thème révolutionnaire. La même année, il retourne en Tunisie et rejoint les rangs de l'A.L.N. (Armée de libération nationale ) à la base de Ghardimaou. 

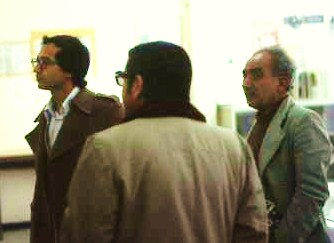
Tahar Djaout, Messaour Boulanouar et M'hamed Aoune dans une exposition de littérature, 1980

Après l'indépendance de l'Algérie, M'hamed Aoune est détaché à la Radiodiffusion télévision algérienne (station de Souk Ahras) puis est en 1963 chef d'une rubrique culturelle à la revue El Djeich qu'il anime jusqu'en 1972. Membre, avec notamment Mouloud Mammeri, Jean Sénac, Kaddour M'Hamsadji, Mourad Bourboune, Malek Haddad, Assia Djebar et Kateb Yacine, de la première Union des écrivains algériens en 1963, il en côtoie le plus grand nombre. Une deuxième phase de son œuvre commence alors. À partir de 1963 ses poèmes sont publiés en Algérie par El Djeich, Le Peuple, Révolution africaine, El Moudjahid, et en Suisse par Poésie vivante en 1967. Ils figurent dans les anthologies éditées en France et en Algérie en 1963, 1969, 1970. 
Après sa retraite de l'ANP en 1972 au grade de lieutenant, M'hamed Aoune est fonctionnaire au service de l'intendance du lycée El Ghazali de Sour El Ghozlane, dans le collège d'enseignement moyen Mahdi Ben Barka de Sidi Aïssa en 1976, à la Maison de la culture de Médéa en 1981.
M’Hamed Aoune meurt le 10 juillet 2018 à Médéa et est inhumé le 11 juillet au cimetière de la ville de Berrouaghia. 
M’Hamed Aoune est parmi les personnages centraux évoqués dans Le petit café de mon père, récits au passé de  Kaddour M'Hamsadji, Office des publications universitaires, Alger, 2011.

### Articles sur M’Hamed Aoune

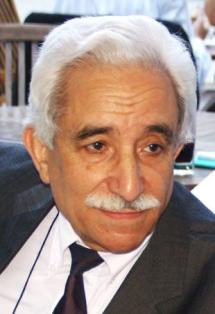
Kaddour M'Hamsadji en 2009

## Témoignage
« Nous en avons lu des livres et des livres, en français pour bien apprendre la langue du colonisateur et mieux combattre ses propres idées diaboliques. Et nous avons lu même des livres en arabe, car nous avons eu la volonté d'apprendre l'arabe, en cachette, et de lire, en cachette, dans le texte original, malgré l'interdit du système colonial jeté contre notre langue maternelle. Nous avons pris la liberté de lire quelques grands auteurs arabes, les anciens et les modernes. »
Propos de M'hamed Aoune dans L'Expression, Alger, 03 aout 2011.